# Historia Polic

Obecny Herb Polic

Historia Polic – dzieje miasta na przestrzeni wieków.

## Najwcześniejsze dzieje
W 1260 r. książę zachodniopomorski Barnim I nadał Policom prawa miejskie. Bujny rozwój, usytuowanych tuż przy ujściu Odry zagroził głównemu ośrodkowi Pomorza Zachodniego - Szczecinowi. W celu zahamowania rozwoju Polic, w 1321 r. książę Otton I odebrał miastu prawa miejskie i włączył Police w obręb Szczecina. Prawa miejskie zostały przywrócone dopiero w 1808 r.

Police w granicach Wielkiego Miasta Szczecin w czasie II wojny światowej

## Okres pruski i niemiecki

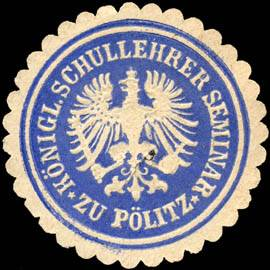
Pieczęć Królewskiego Ewangelickiego Seminarium Nauczycielskiego

W latach 1816–1939 w powiecie Randow. W maju 1852 roku powołano Królewskie Ewangelickie Seminarium Nauczycielskie (jego gmach został zniszczony w wyniku działań wojennych w 1944 roku). Na przełomie XIX i XX wieku w Policach istniała stocznia rzeczna. W 1898 r. Police uzyskały kolejowe połączenie ze Szczecinem, prowadzące wówczas do Jasienicy. 12 lat później linię przedłużono do Trzebieży. Powstanie kolei przyczyniło się do rozwoju przemysłu. W roku 1900 miasto zamieszkiwało 4415 osób. W wyniku powodzi z 1909 i 1913 roku podniesiono poziom ulic i rozebrano drewniany most na rzece Łarpi, zastępując go stalowym, a następnie zbudowano utwardzoną drogę do brzegu Odry-Domiąży, skąd kursował prom "Randow" łączący Police ze Stepnicą i Goleniowem. W 1938 r. zbudowana została fabryka benzyny syntetycznej (niem. Hydrierwerke Pölitz). Fabryka miała ogromne znaczenie dla przemysłu wojennego III Rzeszy. 15 października 1939 r. miasto zostało włączone w granice Wielkiego Miasta Szczecina.

## Okres II wojny światowej
| Data nalotu         | Liczba samolotów | Typ samolotów               | Lotnictwo    |
| ------------------- | ---------------- | --------------------------- | ------------ |
| 11 kwietnia 1944    | 52               | Boeing B-17 Flying Fortress | US Air Force |
| 29 maja 1944        | 224              | B-24                        | US Air Force |
| 20 czerwca 1944     | 245              | B-24                        | US Air Force |
| 25 sierpnia 1944    | 169              | Boeing B-17 Flying Fortress | US Air Force |
| 7 października 1944 | 142              | Boeing B-17 Flying Fortress | US Air Force |
| 21/22 grudnia 1944  | 207              | Lancaster                   | RAF          |
| 13/14 stycznia 1945 | 218              | Lancaster                   | RAF          |
| 8/9 lutego 1945     | 475              | Lancaster                   | RAF          |

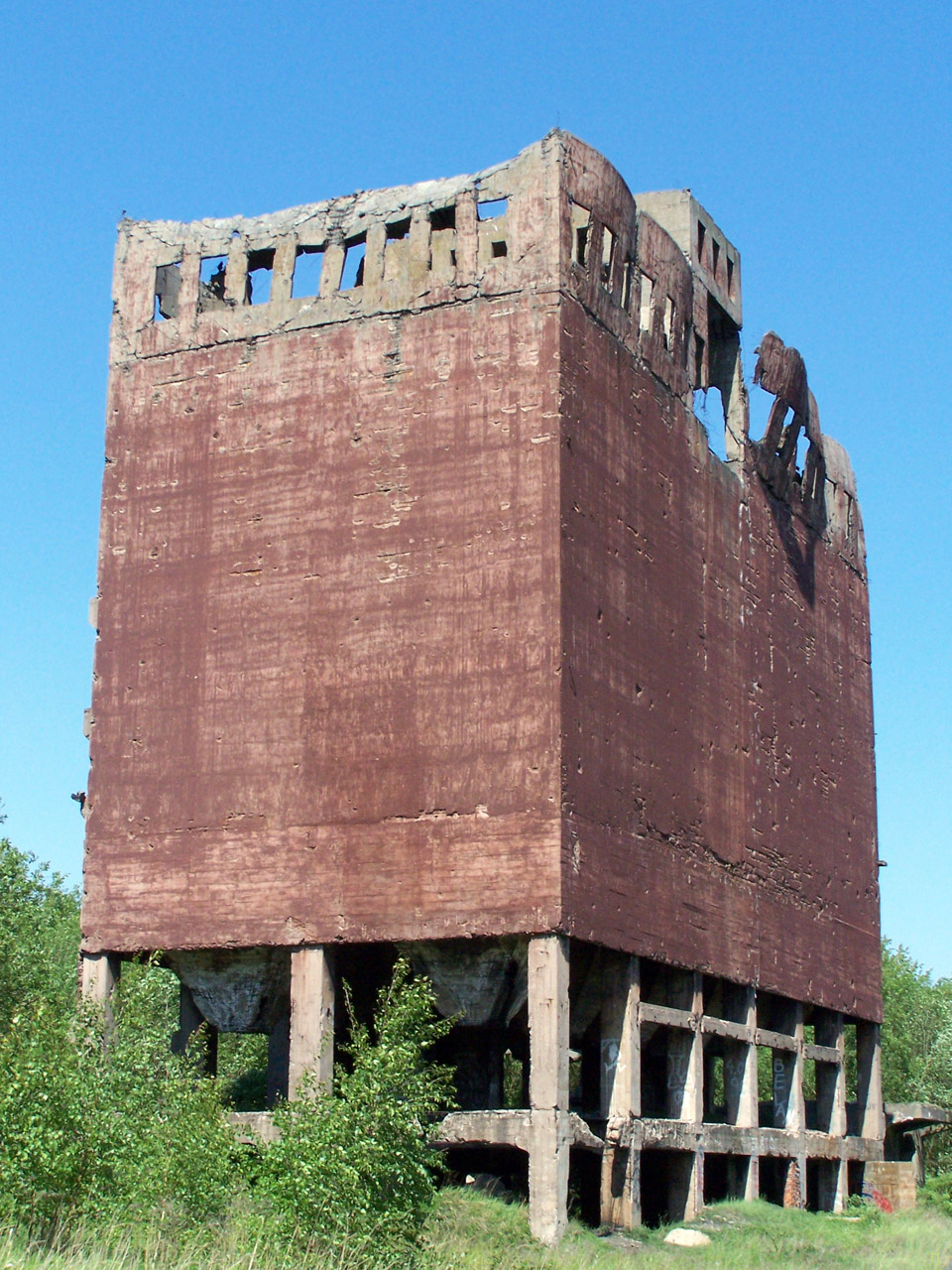
Elewator węglowy fabryki benzyny syntetycznej

Na okres II wojny światowej na podstawie uchwały rządu niemieckiego 15 października 1939 roku Police zostały włączone w obręb Wielkiego Miasta Szczecin. Działała tu wielka fabryka benzyny syntetycznej (niem. Hydrierwerke Pölitz AG). Przy produkcji benzyny syntetycznej pracowało około 30.000 niewolników różnych narodowości (m.in. Polacy, Jugosłowianie, Francuzi, Belgowie). Na terenie fabryki założono filię obozu koncentracyjnego Stutthof. Fabryka i miasto były kilkakrotnie celem ataków sił powietrznych aliantów.
Dopiero 8/9 lutego 1945, ostatni atak ostatecznie przerwał produkcję benzyny. Ruiny fabryki stoją do dziś i zostały zaadaptowane do zwiedzania.
Miasto zostało zdobyte 26 kwietnia 1945 r. wraz ze Szczecinem przez wojska radzieckie (2 Front Białoruski-2 Armia Uderzeniowa-116 Korpus Armijny-321 dywizję piechoty dow. Iwan Fieduński) i polskie a we wrześniu 1946 r. zostało przekazane administracji polskiej, po likwidacji tzw. Enklawy Polickiej. Istnienie Enklawy Polickiej opóźniło powojenną odbudowę i rozwój Polic oraz przyczyniło się do lokalizacji siedziby powiatu ziemskiego w Szczecinie (powiat szczeciński obejmował tereny obecnego powiatu polickiego).

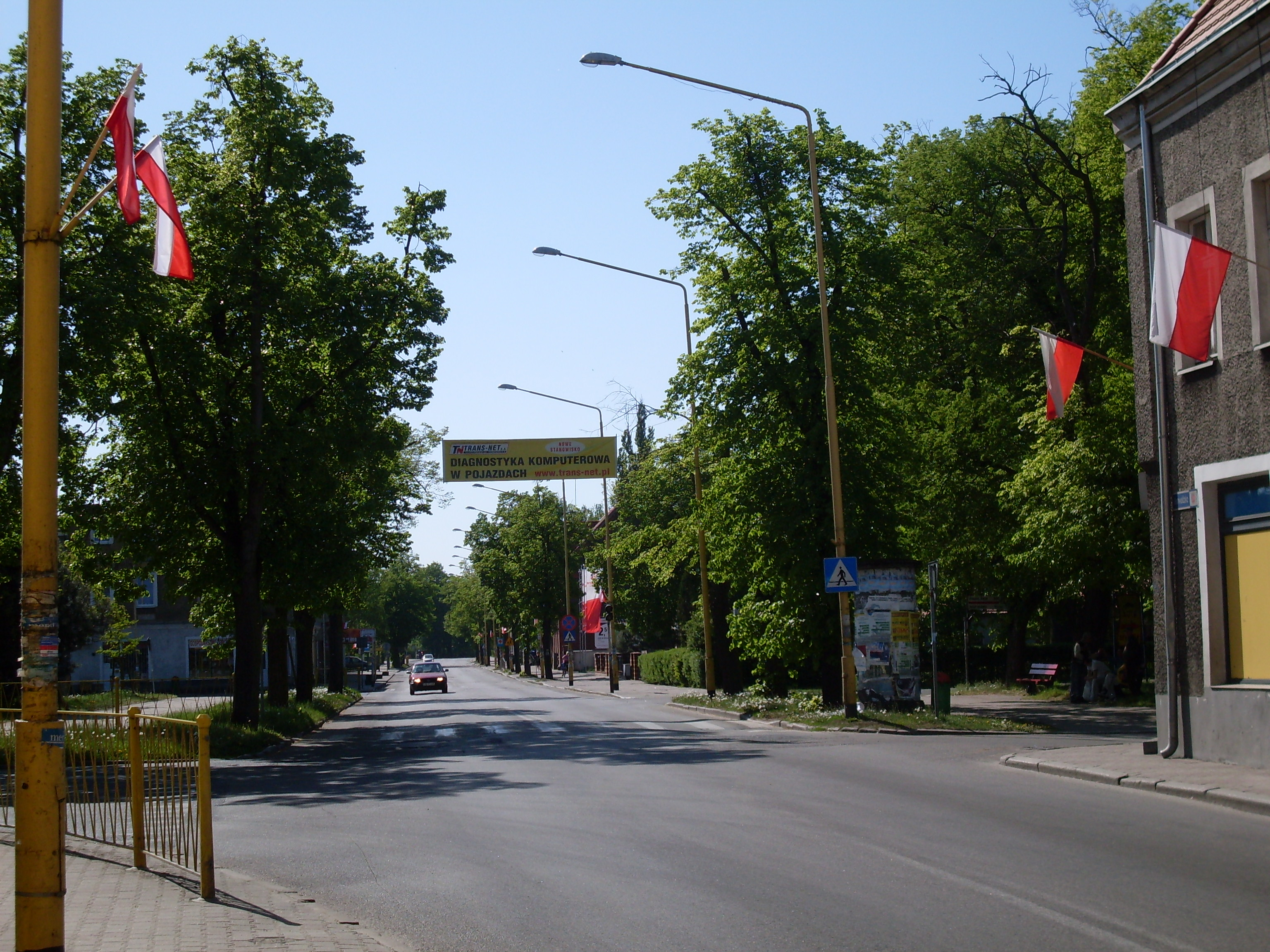
Ulica Grunwaldzka, Stare Miasto

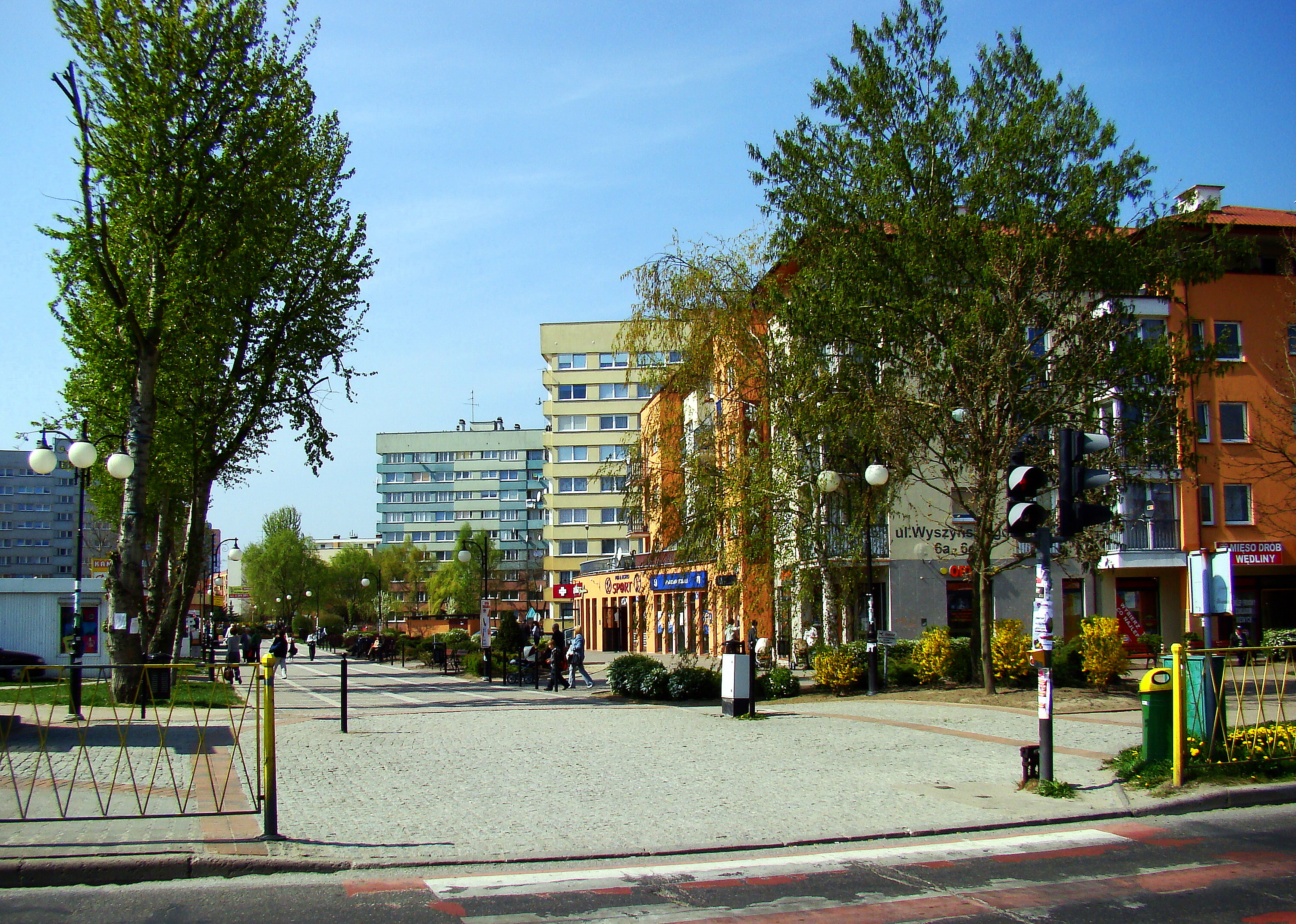
Osiedle Anny Jagiellonki, Nowe Miasto

## Okres po II wojnie światowej
W 1945 r. Police ponownie stały się samodzielnym miastem, powiększonym w 1954 r. o wieś Mścięcino. W tym czasie osiedlono tu kolonię greckich uchodźców, którzy szukali schronienia w Polsce po greckiej wojnie domowej 1946-1948. Podobnie uczyniono w Zgorzelcu w woj. dolnośląskim. Do 1975 r. Police wchodziły w skład powiatu szczecińskiego.
W 1964 r. rozminowano teren na północ od Starego Miasta i rozpoczęto budowę azotowo-fosforowych zakładów nawozów sztucznych, uruchomionych w 1969 r. Działają one do dziś pod nazwą Zakłady Chemiczne Police. Teren pod budowę fabryki zajął m.in. powierzchnię dawnego osiedla Kuźnica, od którego powstała nazwa ulicy, przy której znajduje się fabryka. Dla robotników pracujących w Z.Ch. "Police" powstało osiedle mieszkaniowe Chemik.
W 1973 r. przyłączono wieś Jasienica.
Po reformie administracyjnej i likwidacji powiatów w 1975 r. utworzono gminę Police. W 1999 r. po kolejnej reformie Police zostały miastem powiatowym.
Od 2006 roku Szpital Powiatowy w Policach jest częścią szpitala klinicznego SPSK nr 1 Pomorskiej Akademii Medycznej w Szczecinie. Jest to pierwsza placówka szkoły wyższej w historii miasta.
W 2008 r. przyłączono do Polic Osiedle Rzemieślnicze przy ul. Ofiar Stutthofu w Policach-Mścięcinie, które wcześniej znajdowało się w granicach administracyjnych Szczecina.

## Status Polic i przynależność państwowa
| Okres         |            | Państwo                                                       | Zwierzchność                                                  | Jednostka administracyjna                                                    | Status miasta   |
| ------------- | ---------- | ------------------------------------------------------------- | ------------------------------------------------------------- | ---------------------------------------------------------------------------- | --------------- |
| ok. 1100–1121 |            | Pogańskie księstwo pomorskie                                  | Pogańskie księstwo pomorskie                                  | b.d.                                                                         | gród            |
| 1121–1138     |            | Księstwo pomorskie                                            | lenno księcia Polski Bolesława III Krzywoustego               | b.d.                                                                         | gród            |
| 1138–1147     |            | Księstwo pomorskie                                            | lenno Świętego Cesarstwa Rzymskiego                           | b.d.                                                                         | gród            |
| 1147–1181     |            | Księstwo pomorskie                                            | Księstwo pomorskie                                            | b.d.                                                                         | gród            |
| 1181–1185     |            | Księstwo pomorskie                                            | lenno Świętego Cesarstwa Rzymskiego                           | b.d.                                                                         | gród            |
| 1185–1235     | Dania      | Księstwo pomorskie                                            | lenno Królestwa Danii                                         | b.d.                                                                         | gród            |
| 1235–1260     |            | Księstwo pomorskie                                            | księstwo Świętego Cesarstwa Rzymskiego                        | b.d                                                                          | gród            |
| 1260–1321     |            | Księstwo pomorskie                                            | księstwo Świętego Cesarstwa Rzymskiego                        | b.d                                                                          | miasto          |
| 1321–XVII w.  |            | Księstwo pomorskie                                            | księstwo Świętego Cesarstwa Rzymskiego                        | obręb Szczecina                                                              | wieś            |
| 1630–1719     | Szwecja    | Królestwo Szwecji                                             | lenno Świętego Cesarstwa Rzymskiego                           | Pomorze Szwedzkie                                                            | wieś            |
| 1719–1806     |            | Królestwo Prus                                                | lenno Świętego Cesarstwa Rzymskiego                           | prowincja Pomorze                                                            | wieś            |
| 1806–1808     | Francja    | I Cesarstwo Francuskie                                        | I Cesarstwo Francuskie                                        | okupacja                                                                     | wieś            |
| 1808–1813     | Francja    | I Cesarstwo Francuskie                                        | I Cesarstwo Francuskie                                        | okupacja                                                                     | miasto          |
| 1813–1871     |            | Królestwo Prus                                                | Królestwo Prus                                                | prowincja Pomorze, od 1816 także: rejencja szczecińska, powiat Randow        | miasto          |
| 1871–1918     |            | Cesarstwo Niemieckie, Królestwo Prus                          | Cesarstwo Niemieckie, Królestwo Prus                          | prowincja Pomorze, rejencja szczecińska, powiat Randow                       | miasto          |
| 1919–1933     |            | Republika Weimarska                                           | Republika Weimarska                                           | kraj związkowy Prusy, prowincja Pomorze, rejencja szczecińska, powiat Randow | miasto          |
| 1933–1939     | III Rzesza | III Rzesza                                                    | III Rzesza                                                    | prowincja Pomorze, rejencja szczecińska, powiat Randow                       | miasto          |
| 1939–1945     | III Rzesza | III Rzesza                                                    | III Rzesza                                                    | prowincja Pomorze, rejencja szczecińska, Wielkie Miasto Szczecin             | część Szczecina |
| 1945–1946     |            | obszar podległy Armii Czerwonej, formalnie w granicach Polski | obszar podległy Armii Czerwonej, formalnie w granicach Polski | Enklawa Policka                                                              | miasto          |
| 1946–1952     | Polska     | Rzeczpospolita Polska                                         | Rzeczpospolita Polska                                         | województwo szczecińskie, powiat szczeciński, miasto Police                  | miasto          |
| 1952–1975     | Polska     | Polska Rzeczpospolita Ludowa                                  | Polska Rzeczpospolita Ludowa                                  | województwo szczecińskie, powiat szczeciński, miasto Police                  | miasto          |
| 1975–1989     | Polska     | Polska Rzeczpospolita Ludowa                                  | Polska Rzeczpospolita Ludowa                                  | województwo szczecińskie, gmina Police                                       | miasto          |
| 1989–1998     | Polska     | Rzeczpospolita Polska                                         | Rzeczpospolita Polska                                         | województwo szczecińskie, gmina Police                                       | miasto          |
| od 1999       | Polska     | Rzeczpospolita Polska                                         | Rzeczpospolita Polska                                         | województwo zachodniopomorskie, powiat policki, gmina Police                 | miasto          |